# Cases de Cal Rafael Paleta
Les Cases de Cal Rafael Paleta eren una obra eclèctica de Sant Sadurní d'Anoia (Alt Penedès) inclosa a l'Inventari del Patrimoni Arquitectònic de Catalunya.

## Descripció
Edificis entre mitgeres d'una crugia, amb planta baixa, dos pisos i terrat. Les façanes presentaven una distribució i una decoració de gran senzillesa, dintre d'una versió popular del llenguatge de l'eclecticisme. L'interès d'aquestes construccions era fonamentalment tipològic, de cases d'una crugia.

## Història
Les Cases de Cal Rafael Paleta estaven situades al tram superior del carrer de la Diputació, un dels eixos de l'eixample vuitcentista de Sant Sadurní. Aquest sector correspon a una primera etapa de construccions relacionada amb l'arribada del ferrocarril el 1865 i amb la construcció de la carretera de Sant Boi a La Llacuna el 1883. La data de construcció d'aquests edificis era el 1883.